# Vladimir Lovetskij
Vladimir Lovetskij (ryska: Владимир Николаевич Ловецкий), född den 25 oktober 1951 i Vitryssland, är en sovjetisk friidrottare inom kortdistanslöpning.
Han tog OS-silver på 4 x 100 meter vid friidrottstävlingarna 1972 i München.